# Wrigley Building
Pour les articles homonymes, voir Wrigley.
Le Wrigley Building est un gratte-ciel situé dans la ville de Chicago, dans l'État de l'Illinois, aux États-Unis. Il se trouve au 400-410 North Michigan Avenue, le long du Magnificent Mile, dans le quartier de Michigan–Wacker Historic District, un district historique du secteur de Near North Side.
À la fin du XIXe siècle, lorsque Michigan Avenue fut prolongée au nord de la rivière Chicago, le Wrigley Building fut le premier et probablement le plus beau des bâtiments à y être construit et à définir depuis son achèvement le Magnificent Mile. Il fut conçu en 1924 par le cabinet d'architectes Graham, Anderson, Probst & White et construit pour héberger le siège de la Wm. Wrigley Jr. Company, une entreprise de fabrication de chewing-gum.
Six nuances différentes de terre cuite d'un blanc resplendissant recouvre le bâtiment. Chaque nuit, la façade du Wrigley Building est illuminée.
La Tribune Tower, gratte-ciel de style néogothique, et l'InterContinental Chicago Magnificent Mile, gratte-ciel de style néo-mauresque, se trouvent à proximité du Wrigley Building. La Trump International Hotel and Tower, le deuxième plus haut gratte-ciel de la ville, se trouve juste à l'ouest.

## Description
Le terrain sur lequel fut érigé le bâtiment, choisi par William Wrigley, Jr. lui-même, est unique en raison de sa forme triangulaire. L'objectif de Wrigley fut de créer un siège social d'envergure pour y emménager les bureaux de son entreprise de chewing-gum qui connut un grand succès, et l'angle nord-ouest de Pine Street (aujourd'hui Michigan Avenue) était l'emplacement idéal. En janvier 1920, les travaux d'excavation commencèrent.
À son achèvement en 1924, le Wrigley Building devint le plus haut bâtiment de Chicago ainsi que le premier à dépasser les 130 mètres de hauteur et à atteindre les 30 étages. Cependant, il fut détrôné la même année par le Chicago Temple Building (173 m). Le Wrigley Building resta le plus grand immeuble de bureaux situé au nord de la rivière Chicago et du pont de Michigan Avenue (qui enjambe la rivière juste au sud du bâtiment) jusqu'en 1925, date d'inauguration de la Tribune Tower (141 m).
La première passerelle entre les deux tours a été construite au niveau du troisième étage. En 1931, une seconde passerelle fut ajoutée au niveau du quatorzième étage afin d'offrir un accès rapide et plus simple aux bureaux d'une banque en conformité avec une loi de Chicago concernant les succursales bancaires. Les deux tours, sans inclure les niveaux inférieurs sur Michigan Avenue, ont une superficie totale de 453 433 pieds carrés (soit 42 125 m2).
En 2011, le Wrigley Building a été vendu pour 33 millions de dollars à un groupe d'investisseurs comprenant Zeller Realty Group et les cofondateurs de Groupon (multinationale de commerce en ligne), Eric Lefkofsky et Brad Keywell. Les nouveaux propriétaires ont rendu le bâtiment plus attractif pour les entreprises en ajoutant une pharmacie Walgreens, un café, un centre de remise en forme, et une salle d'allaitement pour les mères.

## Architecture

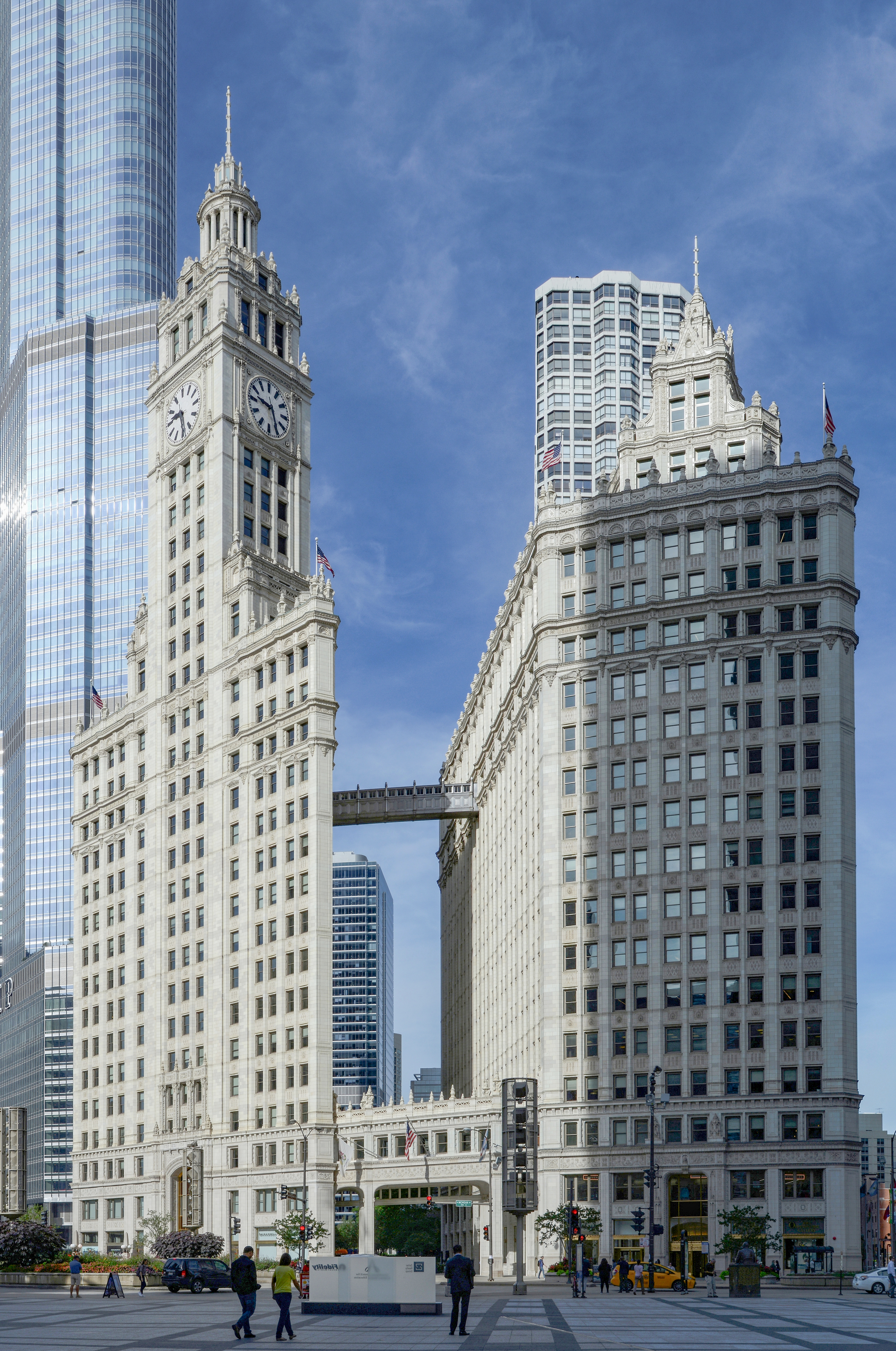
Le Wrigley Building vu depuis la place de Pioneer Court.

Moderne par sa hauteur et sa construction à ossature métallique, la façade blanche du Wrigley Building n'en porte pas moins le poids de l'histoire. Jeune homme, William Wrigley, Jr. visita l'Exposition universelle de 1893 et n'oublia pas la célèbre « ville blanche » (White City) de l'architecte Daniel Burnham ni ses illuminations nocturnes. Ces souvenirs perdurent dans le bâtiment qui porte son nom. Conçu par le cabinet Graham, Anderson, Probst & White pour accueillir le siège de la Wrigley Company, le bâtiment ouvre ses portes en 1924. Le Wrigley Building est constitué d'un bâtiment principal (doté d'une tour horloge) et d'une annexe.
Le style architectural du bâtiment combine des influences du renouveau colonial espagnol (un mouvement stylistique américain) et de la Renaissance française. Charles Beersman, concepteur en chef du bâtiment, utilisa son talent et son imagination pour marier les deux styles. L'aspect soigné et élégant du Wrigley Building en fait l'un bâtiments préférés des Chicagoans et sa façade l'une des plus harmonieuses de Michigan Avenue. Peu après l'achèvement du premier bâtiment, un second fut construit juste au nord. Le bâtiment sud (130 m) fut achevé en avril 1921 et le bâtiment nord en mai 1924. Les deux bâtiments sont reliés par une passerelle au niveau du troisième étage. Ils ont des hauteurs différentes, le bâtiment sud possède 30 étages tandis que le bâtiment nord n'en possède que 21.
Le bâtiment sud est surmonté d'une tour horloge à quatre faces. Chaque face à une dimension de 5,97 m de diamètre. La tour horloge, organisée comme un campanile, est surmontée de trois terrasses (ou niveaux) de dimensions différentes. Le sommet de la tour horloge s'inspire de la Giralda de Séville (un ancien minaret devenu un campanile). 
Le Wrigley Building est recouvert de terre cuite architecturale vernissée qui donne à sa façade blanche un aspect brillant. Appelé « Glazed architectural terra cotta », ce matériau de construction en maçonnerie céramique fut souvent utilisé comme revêtement décoratif car esthétique et peu coûteux. La terre cuite vernissée joua un rôle important dans des styles architecturaux tels que l'École de Chicago et le style Beaux-Arts. Lors du nettoyage de la façade, le bâtiment est entièrement lavé à la main pour préserver le vernissage. La nuit, le Wrigley Building est éclairé en blanc par de grands projecteurs et sa tour horloge est illuminée de différentes couleurs suivant les festivités ou les occasions dont le rose pour le « mois national de la sensibilisation au cancer du sein » (National Breast Cancer Awareness Month), le rouge pour la « semaine de sensibilisation à la prévention de l'alcool, du tabac et d'autres drogues » (Red Ribbon Week) ou encore le bleu à l'occasion de la « journée mondiale de sensibilisation à l'autisme » (Light It Up Blue).
Enfin, le Wrigley Building fut le premier immeuble de bureaux de la ville à être équipé d'un système de climatisation.

## Occupants

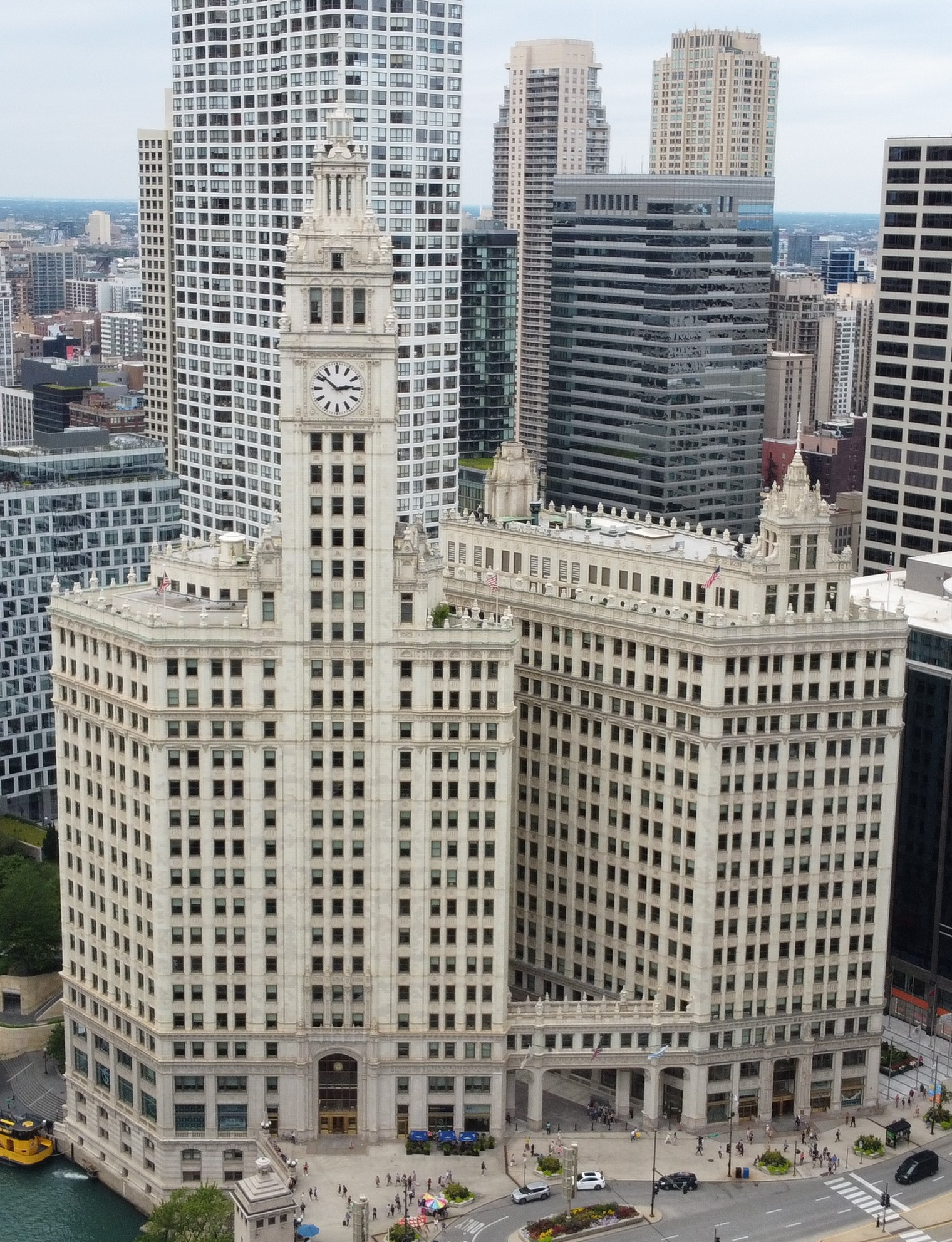
Vue globale du bâtiment.

Adresses au 400 North Michigan Avenue :
- Le consulat général d'Autriche à Chicago réside dans la suite 707[7].
- Le consulat général du Royaume-Uni à Chicago résida aux 12e et 13e étages du Wrigley Building de 1996 à août 2011, date à laquelle le consulat général déménagea dans un autre bâtiment sur North Michigan Avenue[8].
- Select Model Management (antenne de Chicago), réseau mondial de modèles et de talents dont le siège global se trouve à Londres, situé dans la suite 700.

Adresses au 410 North Michigan Avenue :
- La chambre de commerce et d'industrie de Chicagoland est située dans la suite 900.
- EZCall, une division de Kronos Incorporated, située dans la Suite 660.
- Capax Global US Headquarters, situé dans la suite 650.
- La firme d'architectes Perkins+Will.

## Dans la culture populaire
- Dans le film de science-fiction Le Début de la fin (Beginning of the End) de Bert I. Gordon sorti en 1957, des sauterelles géantes attaquent le centre-ville de Chicago et, dans une scène, on les voit grimper sur la façade du Wrigley Building.
- Dans le film policier Code Mercury (Mercury Rising) de Harold Becker sorti en 1998, on aperçoit l'agent spécial Arthur Jeffries (interprété par Bruce Willis) sortir du Wrigley Building avec un employé de la sécurité nationale ; ils se dirigent en direction du pont de Michigan Avenue avant que l'employé ne reçoive une balle dans le dos.
- Dans le film de science-fiction Transformers 3 : La Face cachée de la Lune de Michael Bay sorti en 2011, le Wrigley Building est partiellement détruit lors d'une bataille entre les Autobots et les Decepticons.
- En 2017, Lego Architecture, une gamme du jouet de construction Lego, a réalisé une skyline de Chicago et le Wrigley Building était l'un des bâtiments présentés.

## Galerie d'images

La tour horloge.
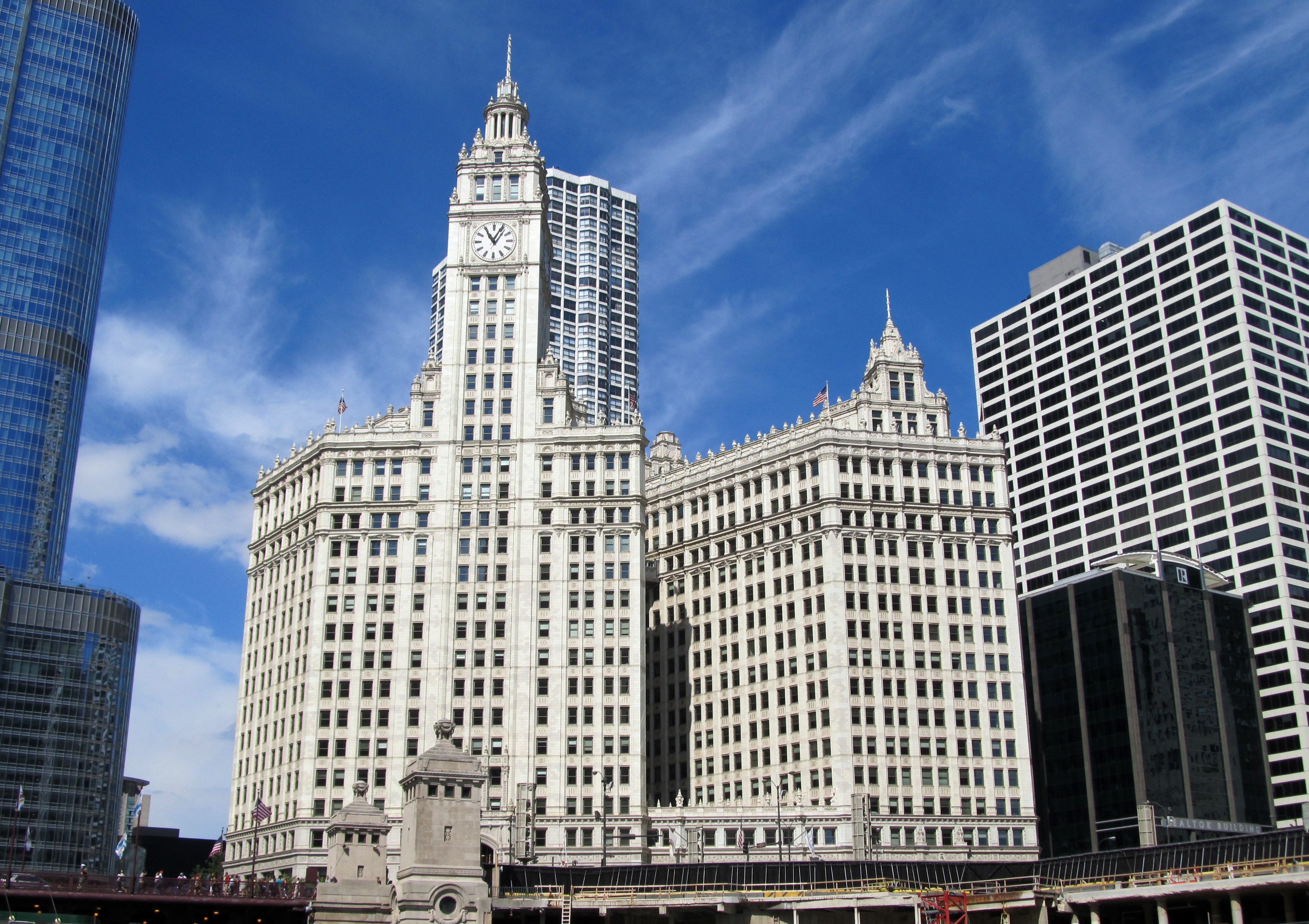
Le bâtiment vu depuis la rivière Chicago.
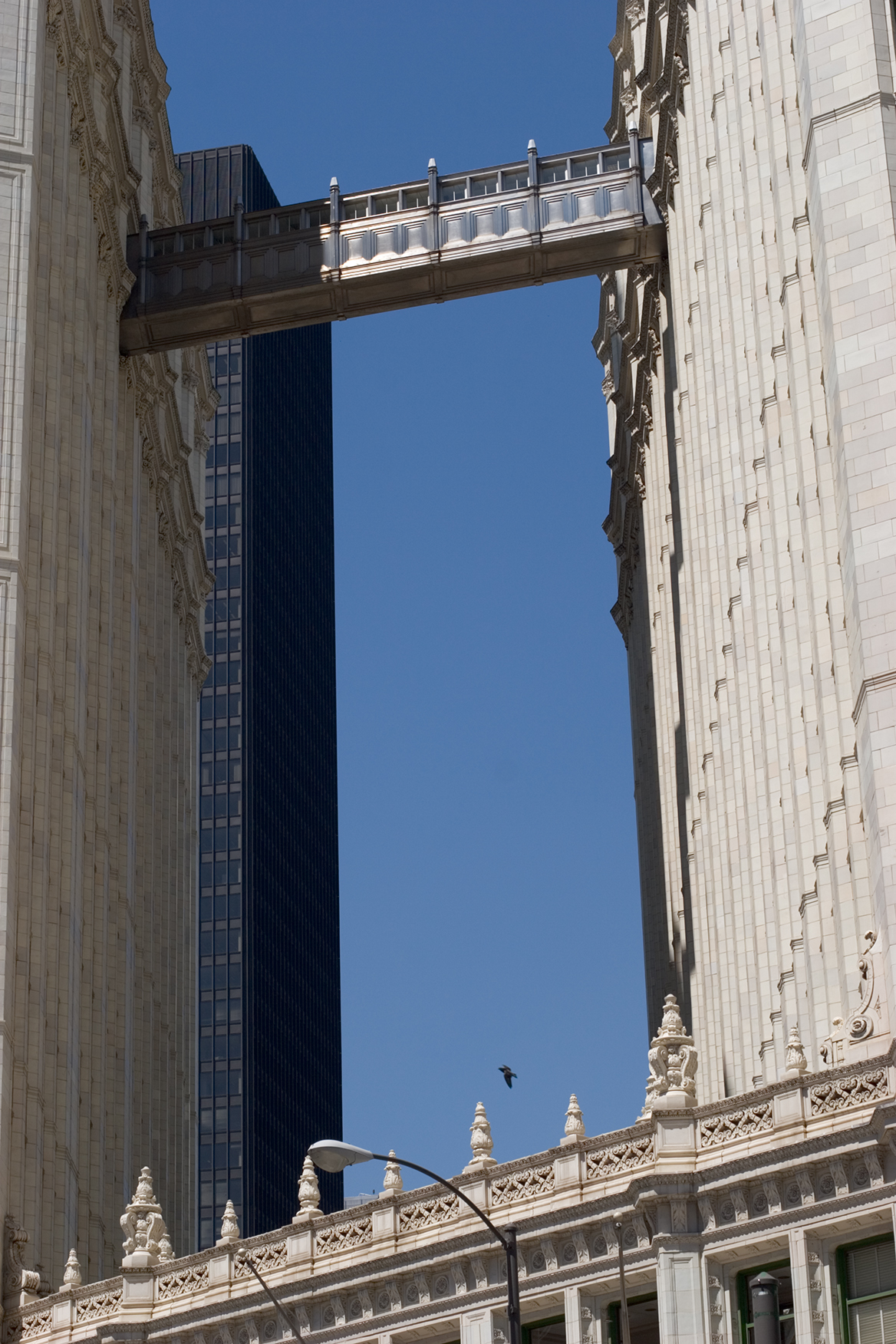
Passerelle à hauteur du 14e étage.
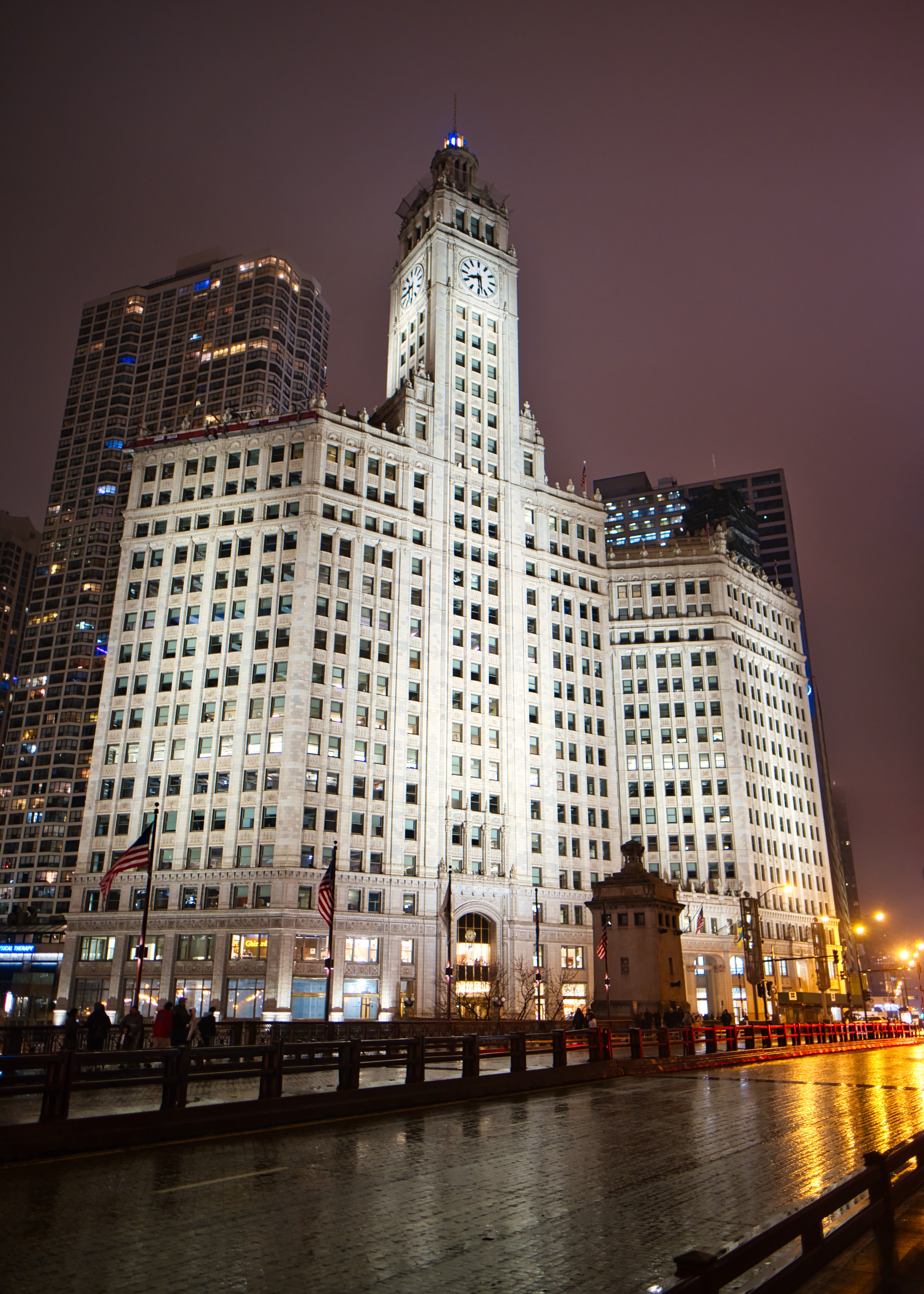
Chaque nuit sa façade s'illumine.
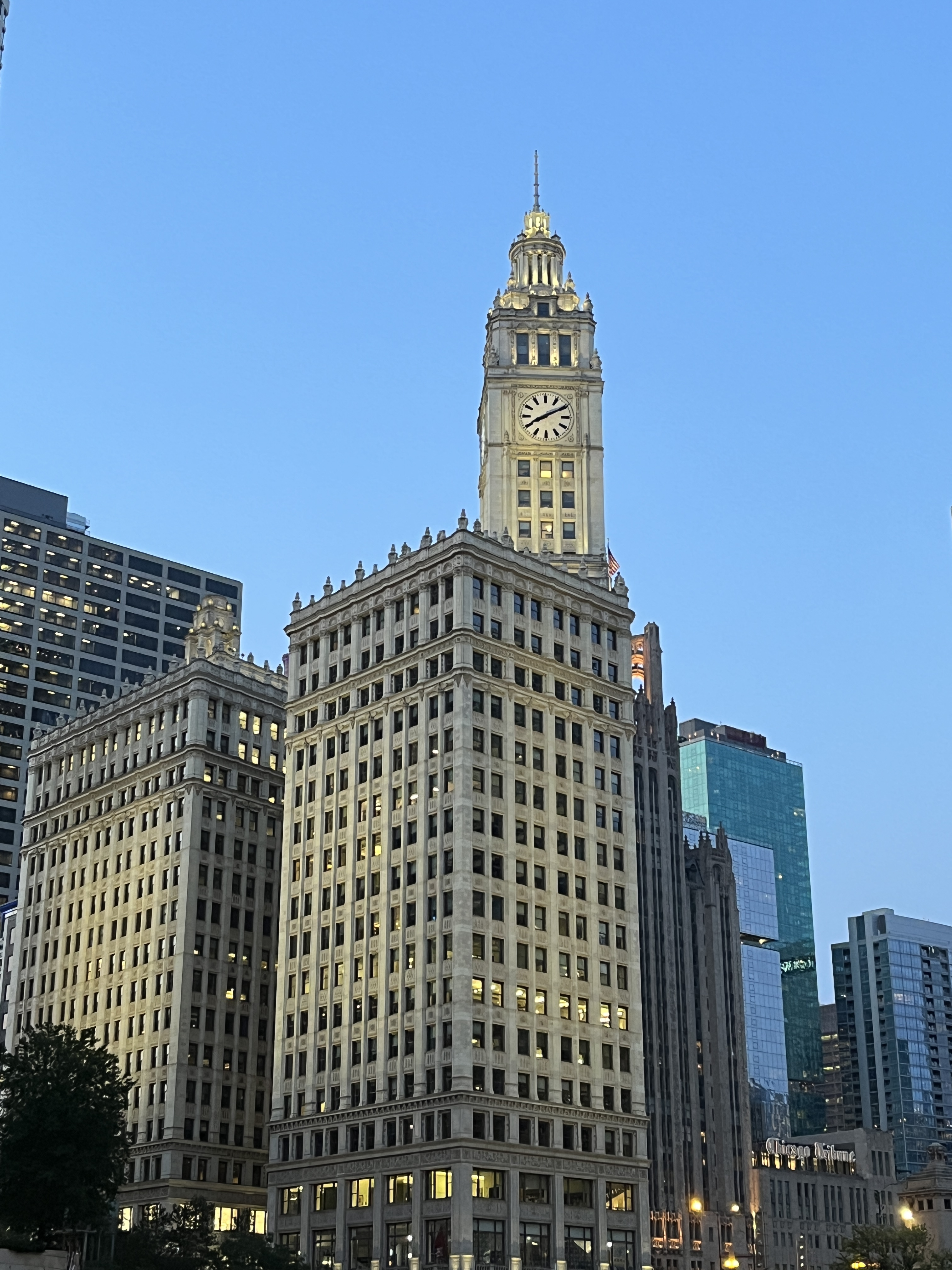
Vue sur l'arrière du bâtiment.
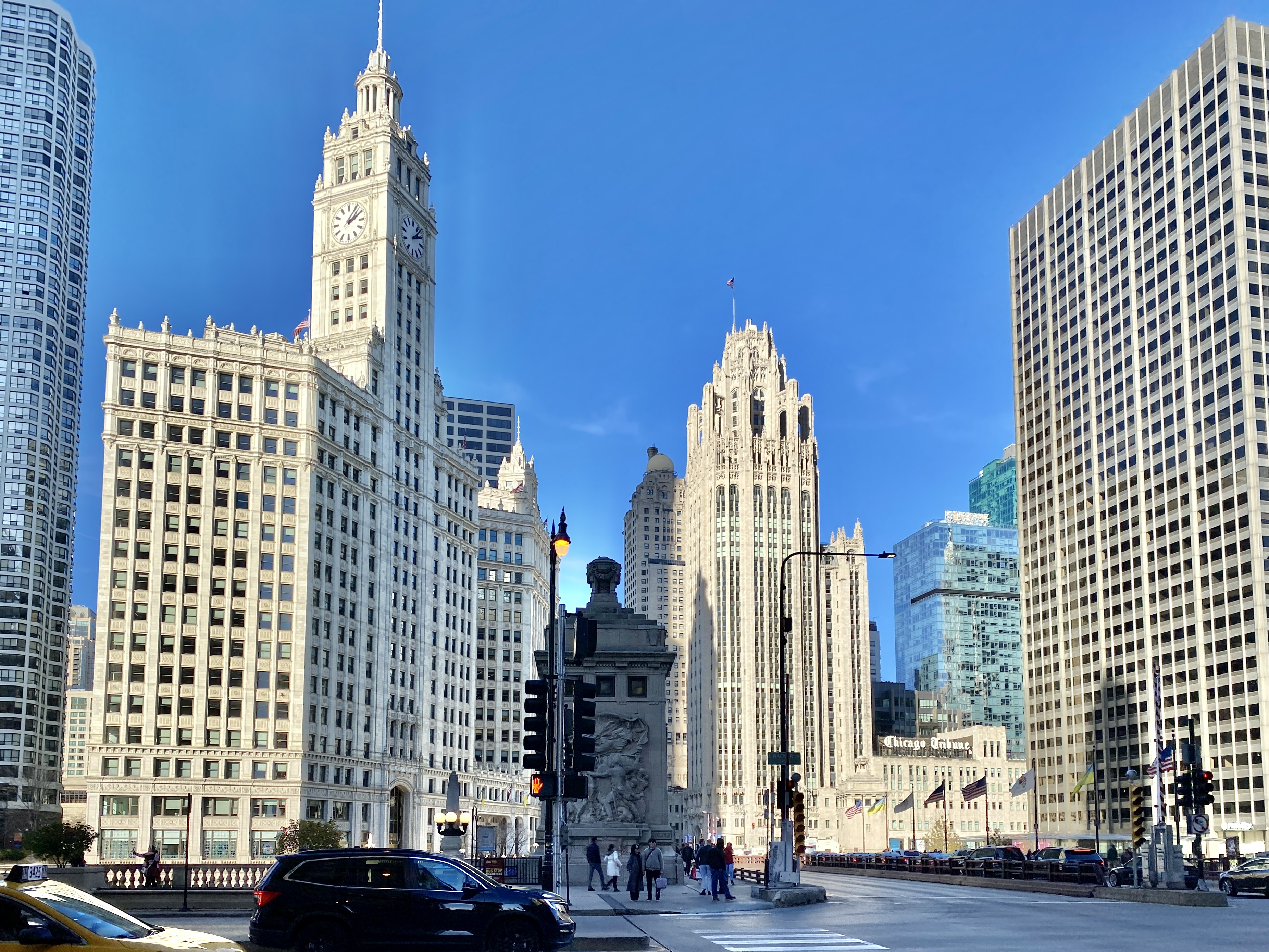
Le Wrigley Building et la Tribune Tower depuis le Magnificent Mile.